# Alincthun
Alincthun is een gemeente in het Franse departement Pas-de-Calais (regio Hauts-de-France) en telt 353 inwoners (2005). De plaats maakt deel uit van het arrondissement Boulogne-sur-Mer.

## Geografie
De oppervlakte van Alincthun bedraagt 9,8 km², de bevolkingsdichtheid is 36,0 inwoners per km².
De onderstaande kaart toont de ligging van Alincthun met de belangrijkste infrastructuur en aangrenzende gemeenten.

## Demografie
Onderstaande figuur toont het verloop van het inwonertal (bron: INSEE-tellingen).